# Erdling (Band)
Erdling ist eine deutsche Metal-Band. Sie wurde Ende 2014 von Neill Freiwald und Niklas Kahl gegründet.

## Geschichte
Die Idee zu Erdling entstand, als Gitarrist Neill Freiwald und Schlagzeuger Niklas Kahl noch in der Band Stahlmann spielten. Nachdem Ende 2014 zunächst Neill Freiwald die Band Stahlmann sowie das Nebenprojekt Sündenklang aus zeitlichen Gründen verlassen hatte, folgte ihm nach einiger Zeit auch Niklas Kahl, der sich nach eigener Aussage „zunehmend weniger mit der Band identifizieren“ konnte. Zusammen mit Gitarrist Neno Knuckle und Bassist Marco Politi begannen die ersten Aufnahmen im Studio von Chris Harms (u. a. Lord of the Lost). Nachdem Erdling nach Aussage von Neill Freiwald „überraschenderweise schnell“ von Out of Line unter Vertrag genommen worden war, veröffentlichten sie im Oktober 2015 ihre erste Maxi-Single Blitz und Donner. Es folgten Tourneen zusammen mit Unzucht und Megaherz.
Im Januar 2016 veröffentlichte Erdling ihr Debütalbum Aus den Tiefen. Im August des Jahres spielte die Band erstmals auf dem M’era Luna Festival in Hildesheim, wobei sie ohne ihren Bassisten Marco Politi auftraten. Die Band erklärte einige Tage später, dass Politi kurz vor dem Festival seinen Austritt angekündigt und sich nicht zu den Proben eingefunden hätte, sodass man einen Ersatzbassisten besorgt habe. Am 8. November stellten Erdling Nate Pearson als neuen Bassisten vor. Ende 2016 erschien die Single Mein Element, die auf ihrem zweiten Album Supernova zu finden ist, das am 17. März 2017 veröffentlicht wurde. Im Januar 2018 wurde der zu Lord of the Lost gewechselte Niklas Kahl durch Christian Eichlinger ersetzt. Im Februar 2018 ersetzte Pierre Anders den bisherigen Bassisten Nate Pearson. Im gleichen Atemzug kündigte die Band ihr drittes Album Dämon an, das im Juli 2018 erschien.
Am 22. März 2019 veröffentlichten Erdling die Single Wir sind Midgard und kündigten an, dass das für 2020 geplante, vierte Album „anders, schneller, Metal-lastiger, aber auch tiefgehender“ werde. Zugleich wurden die Tourdaten für die zweite Headlinertour der Band bekannt gegeben. In einem eigenen Videoblog erklärte Freiwald, dass die Arbeiten am neuen Album bereits simultan zur Produktion des Vorgängers begonnen worden war. Außerdem begründete er den Ausstieg des Bassisten Pierre Anders aus beruflichen Gründen. Freiwald werde künftig selbst den Bass übernehmen, sodass Erdling erstmal als Trio auftrete. Am 5. Juli 2019 erschien die zweite Vorabsingle Im Namen der Krähe, bei der Sänger Robert Dahn (Equilibrium, Minas Morgul) mitwirkte. Kurzer Zeit später wurde Robin Sem Vedrfölnir als neuer Bassist eingestellt. Die dritte Single Wölfe der Nacht wurde im November 2019 veröffentlicht, in der unter anderem Chris Pohl (Blutengel) als Gastsänger zuhören ist. Am 10. Januar 2020 folgte ihr viertes Album Yggdrasil.
Seit Ende 2020 ist Sänger Neill Freiwald auf der Live-Streaming-Plattform Twitch aktiv. Neben Inhalten, die in Verbindung mit der Band stehen, führt er auch Interviews mit anderen Musikern. So kam es zu mehreren Interviews mit der Sängerin Julie Elven, die u. a. für Soundtracks von Horizon Zero Dawn, World of Warcraft oder League of Legends bekannt ist. Es kam zu einer Zusammenarbeit und so folgte im Sommer 2021 die Single Fimbulwinter, in der Julie Elven als Gastsängerin zu hören ist. In den darauf folgenden Monaten erschienen die Singles Rabenherz, Götterdämmerung und Leuchtfeuer. Am 3. Dezember 2021 wurde das fünfte Album Helheim veröffentlicht. Am selben Tag erschien auch das Musikvideo zu Der Mensch verdient die Erde nicht. Einige Wochen später trennte sich die Band von Gitarrist Neno Knuckle; Max Nash und Valeria Ereth sprangen als neue Gitarristen ein, mit denen im Jahr 2023 das Album Bestia veröffentlicht wurde.
Im Oktober 2024 trennte sich die Band von beiden Gitarristen einvernehmlich. Im November 2024 erfolgte noch eine Tournee mit beiden zum 10-jährigen Bandjubiläum, im Anschluss wurde Ole Enders als neuer Gitarrist vorgestellt.

## Stil
Erdling wird in der Musikpresse der Neuen Deutschen Härte, dem Dark Rock und seit dem Album Yggdrasil dem Dark Metal zugeordnet. Dennoch lehnt es Sänger Neill Freiwald ab, dass Erdling eine sogenannte Neue-Deutsche-Härte-Band sei und beschreibt den Stil der Band als „Metal mit deutschen Texten“. Textlich befasst sich Erdling mit der Nordischen Mythologie oder persönlichen und gesellschaftskritischen Themen.

## Rezeption
Ihr Debütalbum Aus den Tiefen wurde von der Musikpresse sehr unterschiedlich aufgenommen. Metal.de attestierte der Band „definitiv Potential“, stellte aber eine starke Diskrepanz im Niveau von Musik und Texten fest, die stellenweise wirken würden, „als hätte man sich einmal kräftig in der Gothic-Klischee-Kiste bedient“. Rock-Fanatics.de meinte, dass sich das Album nach „einer Mischung zwischen Eisbrecher und Lord Of The Lost“ anhören würde, die Band aber ein „wirklich gutes Debüt geschaffen“ hätte, „mit allen Ecken und Kanten, die man bei einer ersten Platte erwartet und gerne hört“.
Ludwig Stadler von Tombstone kam hingegen zu dem Schluss, das Album biete „billige Songs, einfallslose Arrangements“, sei „gesanglich leider absolut nicht überzeugend“ und würde wirken als sei es „wortwörtlich „Aus den Tiefen“ des NDH-Meeres gefischt und zusammengestellt“.
Im Vergleich zum Erstling wurde das zweite Album Supernova von der Musikpresse besser aufgenommen. So attestiert Matthias Weise in seiner Rezension für Metal.de „eine deutliche Weiterentwicklung. Die Band hat ein Gespür für schöne Melodien und kraftvolle Neue Deutsche Härte, sodass man hier in Zukunft bestimmt mit großartigen Alben rechnen kann.“ Seine Erwartungen konnte das ein Jahr später erscheinende Album Dämon nicht erfüllen, die er als „unterdurchschnittliche Platte“ bezeichnet und sie als „Warnschuss an die Band“ sieht, „mehr Originalität und weniger Klischees“ zu nutzen. Allerdings lobte er die Band für ihre Leistungen bei Live-Auftritten.
Das im Jahr 2020 erschienene Album Yggdrasil wurde von Weise in seiner Rezension für Metal.de dafür gelobt, ihren Sound weiterzuentwickeln und „mehr Druck, Tempo und vor allem Härte in ihre Musik“ zu bringen. Marco Gräff lobt in seiner Rezension für das Hellfire Magazin die „starken, aber auch direkten Lyrics“ und befindet, dass die Band ein „Händchen für traurige wie mitreißenden Melodien“ hätte. Final sieht er es als „abwechslungsreichstes, wenn auch überraschendstes aber auf jeden Fall bestes Werk“ der Gruppe.
Das Album Helheim wird von Time for Metal mit Werken der Gruppe Unheilig verglichen und spricht von „eine enorme Kraft, die mitreißt“. Das 2023 erschienene Album Bestia wird von Matthias Weise als „bislang beste Platte“ bewertet.

## Diskografie
Studioalben

| Jahr | Titel Musiklabel                 | Höchstplatzierung, Gesamtwochen, AuszeichnungChartplatzierungen (Jahr, Titel, Musiklabel, Platzierungen, Wochen, Auszeichnungen, Anmerkungen) | Höchstplatzierung, Gesamtwochen, AuszeichnungChartplatzierungen (Jahr, Titel, Musiklabel, Platzierungen, Wochen, Auszeichnungen, Anmerkungen) | Höchstplatzierung, Gesamtwochen, AuszeichnungChartplatzierungen (Jahr, Titel, Musiklabel, Platzierungen, Wochen, Auszeichnungen, Anmerkungen) | Anmerkungen                            |
| Jahr | Titel Musiklabel                 | DE | AT | CH | Anmerkungen                            |
| ---- | -------------------------------- | --- | --- | --- | -------------------------------------- |
| 2016 | Aus den Tiefen Out of Line (RTD) | DE64 (1 Wo.)DE | — | — | Erstveröffentlichung: 22. Januar 2016  |
| 2017 | Supernova Out of Line (RTD)      | DE56 (1 Wo.)DE | — | — | Erstveröffentlichung: 17. März 2017    |
| 2018 | Dämon Out of Line (RTD)          | DE43 (1 Wo.)DE | — | — | Erstveröffentlichung: 27. Juli 2018    |
| 2020 | Yggdrasil Out of Line (RTD)      | DE45 (1 Wo.)DE | — | — | Erstveröffentlichung: 10. Januar 2020  |
| 2021 | Helheim Out of Line (RTD)        | DE66 (1 Wo.)DE | — | — | Erstveröffentlichung: 3. Dezember 2021 |
| 2023 | Bestia Out of Line (RTD)         | DE44 (1 Wo.)DE | — | — | Erstveröffentlichung: 28. April 2023   |